# رگ کروپر
رگ کروپر (انگلیسی: Reg Cropper؛ 21 January 1902 – ۱۹۴۲ (۳۹−۴۰ سال)) بازیکن فوتبال بود.
از باشگاه‌هایی که در آن بازی کرده‌است می‌توان به باشگاه فوتبال کریستال پالاس اشاره کرد.